# Opifex
Opifex Hutton, 1902 è un genere di zanzare (in inglese waterwalking mosquitoes) appartenente alla famiglia Culicidae. Gli esemplari delle sue specie sono rinvenuti principalmente in Nuova Zelanda.

## Tassonomia
Al 2025 sono note le seguenti specie:
- Opifex chathamicus (Dumbleton, 1962)[2]
- Opifex fuscus Hutton, 1902[2][1]